# Андреєва Римма Василівна
Римма Василівна Андре́єва (нар. 27 березня 1941, Ташкент) — український ентомолог, паразитолог, доктор біологічних наук з 1993 року.

## Біографія
Народилася 27 березня 1941 року в Ташкенті (тепер Узбекистан). 1967 року закінчила Київський університет. Від 1968 року працювала в Інституті зоології НАНУ.

## Наукова діяльність
Вивчала морфологічну еволюцію коротковусих двокрилих комах, зокрема ґедзів; склад та поширення паразитів, їхніх личинок, а також особливості патогенезу й діагностики спричинюваних ними хвороб. Провела реконструкцію історії формування фауни родини табанід Палеарктики. Праці:
- Экология личинок слепней и их паразитозы. Київ, 1984;
- The morphological adaptations of horse fly larvae (Diptera, Tabanidae) to developmental sites in the Palearctic Region // Candian J. of Zoology. 1989. Vol. 67, № 9;
- Определитель личинок слепней. Київ, 1990.